# Die gekaufte Frau
Die gekaufte Frau (Originaltitel: Gebroken Spiegels) ist ein Kinofilm der niederländischen Regisseurin Marleen Gorris aus dem Jahre 1984.

## Handlung
Der Film beschreibt auf beklemmende Art und Weise das Leben von Prostituierten in dem Bordell Happy House in Amsterdam. Die Regisseurin Marleen Gorris zeigt den Bordellalltag für die Frauen – Freud und Leid geteilt als Freundinnen und Rivalinnen. Als zweiter Handlungsstrang wird die Entführung und brutal erniedrigende Behandlung einer Frau gezeigt, die mit ihrer Ermordung endet. Der Täter ist ein – gern gesehener – Besucher des Bordells, bis die Frauen ihn enttarnen.

## Kritiken
- Lexikon des internationalen Films: Weniger an Einzelschicksalen als an der Darstellung alltäglicher Gewalt gegen Frauen interessiert, fängt der Film ein menschenverachtendes Milieu präzise ein; die Regisseurin inszeniert bewußt plakativ-trivial, ohne die „Enthüllungen“ spekulativ auszuschlachten und versucht, ein großes Maß an Schockwirkung und Betroffenheit zu erzielen.[1]

- Die New York Times lobt in ihrer Ausgabe vom 4. März 1987 vor allem die schauspielerischen Leistungen. Der Rezensent, Vincent Canby, unterstellt der Regisseurin die Annahme: Entführung und Mord von Frauen und die Prostitution von Frauen sei im Prinzip dasselbe, nur graduell unterschiedlich. Er hält diese Mutmaßung über das älteste Gewerbe allerdings für falsch.[2]